# Балерина (фільм, 2025)
«Балерина» (англ. From the World of John Wick: Ballerina) — американський фільм в жанрі гостросюжетного бойовика та трилера, зрежисований Леном Вайсманом за сценарієм Шея Хеттена.
П'ятий за рахунком фільм франшизи «Джон Уік», сюжетно є спін-оффом, події якого відбуваються між третьою і четвертою частинами і розповідає про балерину і кіллершу на ім'я Єва Макарро у виконанні Ани де Армас; до цього героїня з'являлася у третьому фільмі у виконанні Юніті Фелан. Виробництво контролювалося основним продюсером кіновсесвіту Джона Уіка Безілом Іваником, Ерікою Лі і Чадом Стагелські. До своїх ролей з попередніх фільмів повернулися Анжеліка Г'юстон, Кіану Рівз, Іян Макшейн і Ленс Реддік, проте поява останніх трьох обмежилася лише епізодичними ролями різного ступеня тривалості. Прем'єра фільму відбудеться 6 червня 2025 року.

## Синопсис
Досвідчена найманка та талановита балерина, що рухається жагою помсти, переслідує вбивць свого батька.

## В ролях
- Ана де Армас — Єва Макарро: професійна балерина та найманка, яка прагне помсти. Полює на вбивць свого батька. У третьому фільмі персонажа зображувала Юніті Фелан[en]
- Анжеліка Г'юстон — Директор[4]
- Гебріел Бірн — Канцлер[5], головний антагоніст фільму, який очолює місто у протистоянні з Макарро[6][7]
- Норман Рідус — Деніел Пайн[8]
- Каталіна Сандіно Морено
- Девід Кастанеда
- Шерон Данкен-Брюстер — Ногі, наставниця Єви[9]
- Кіану Рівз — Джон Уік (розширена роль): професійний кілер і один з найнебезпечніших убивць у світі, який отримав прізвисько «Баба-яга»[10]
- Іян Макшейн — Вінстон Скотт, власник готелю «Континенталь»[11]
- Ленс Реддік — Харон, консьєрж готелю «Континенталь» у Нью-Йорку.  «Балерина» — остання поява Реддіка в ролі Харона і одна з його останніх появ на екрані

## Виробництво

### Розробка

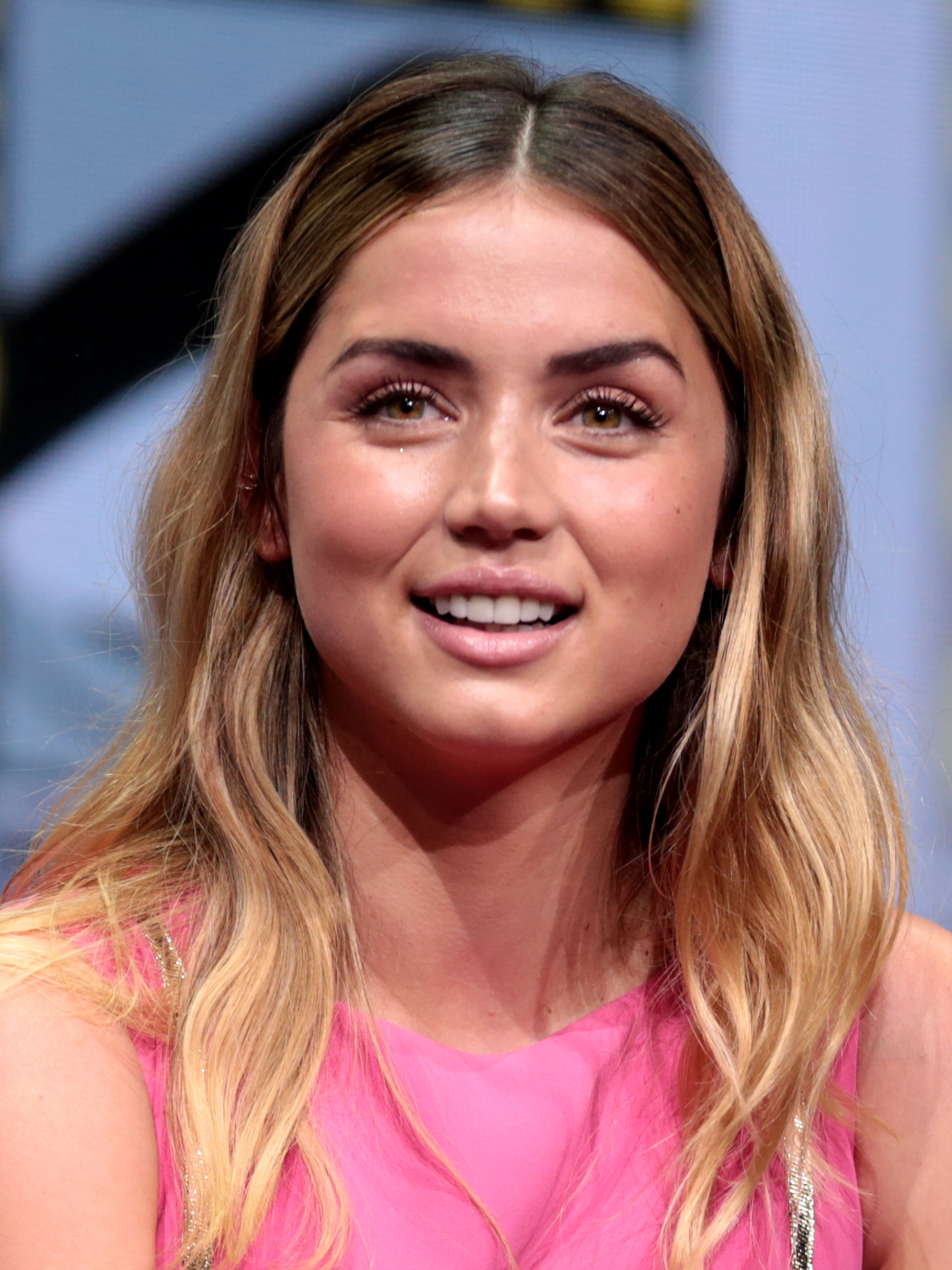
Виконавиця головної ролі Ана де Армас

У липні 2017 року компанія Lionsgate придбала сценарій гостросюжетного трилера Шея Хеттена під назвою «Балерина». Виробництвом фільму зайнялася студія Thunder Road Films, а Хаттен переробив сценарій, щоб впровадити його у франшизу «Джон Уік». Концепція «Балерини» в результаті була інтегрована до третього основного фільму франшизи, «Джон Уік 3» (2019), де балерину-кіллера зображувала Юніті Фелан. Сценарій увійшов до «Чорного списку» найкращих неекранізованих сценаріїв 2017 року. До жовтня 2019 року Лен Вайсман був призначений режисером фільму після того, як Чад Стагелські зустрівся з ним особисто і переконав керівництво студії найняти саме його як режисера. Він підтвердив, що його команда тісно співпрацюватиме з режисером над постановкою екшн-сцен та трюків, зазначивши при цьому, що стиль Вайсмана внесе різноманітність у франшизу. У травні 2020 року стало відомо, що студія перебуває в активному пошуку актриси на головну роль, розглядаючи Хлою Грейс Морец як орієнтир для типу таланту, який їм потрібен. На той момент Вайсман та Хеттен працювали над новою версією сценарію. У жовтні 2021 року Ана де Армас розпочала переговори щодо участі у зйомках у головній ролі. У квітні 2022 року компанія Lionsgate офіційно оголосила про фільм на CinemaCon і повідомила, що Ана де Армас виконає головну роль. У липні 2022 року Еміралд Фіннелл була запрошена для роботи над сценарієм як один з авторів.

### Зйомки
Зйомки фільму розпочалися 7 листопада 2022 року в Празі. Протягом місяця і на початку грудня було оголошено, що Кіану Рівз, Іян Макшейн, Анжеліка Г'юстон і Ленс Реддік приєдналися до акторського складу і знову виконають свої ролі з попередніх фільмів франшизи: Джона Уїка, Вінстона Скотта, Директора та Харона відповідно. У грудні стало відомо, що Каталіна Сандіно Морено, Норман Рідус і Гебріел Бірн зіграють нерозкриті ролі. Зйомки було завершено 14 лютого 2023 року. У лютому 2024 року стало відомо, що продюсер Чад Стагелські працює над додатковими екшн-сценами для фільму спільно з режисером Леном Вайсманом. У березні до акторського складу приєдналися Девід Кастанеда і Шерон Данкен-Брюстер. За повідомленнями, Стагелські керував зйомками, які тривали три місяці, при цьому перезнявши велику частину фільму без присутності Вайсмана на знімальному майданчику. Норман Рідус спеціально прилетів з Японії в Будапешт, щоб відзняти нові сцени битв зі своєю участю. Зйомки закінчилися в середині квітня 2024 року.

#### Саундтрек
У квітні 2023 року Марко Бельтрамі та Ганна Друбич були найняті як композитори; раніше Бельтрамі співпрацював з Вайсманом над фільмами «Інший світ: Еволюція» (2006) та «Міцний горішок 4.0» (2007). Однак у вересні 2024 року дует був замінений на постійних композиторів франшизи — Тайлера Бейтса і Джоела Дж. Річарда.

## Маркетинг
Перший рекламний матеріал до фільму, представлений на виставці CinemaCon у квітні 2024 року, був коротким тизер-трейлером, продемонстрованим на закритому показі. Журнал Entertainment Weekly повідомив, що в трейлері з'явилися персонажі Реддіка, Макшейна, нерозкритий герой у виконанні Нормана Рідуса та камео Джона Уіка наприкінці.  Там назва фільму була представлена як John Wick Presents: Ballerina («Джон Уік представляє: Балерина»). Видання Bleeding Cool охарактеризувало матеріал як «те, з чого складаються мрії CinemaCon». 26 вересня 2024 року студія Lionsgate випустила перший трейлер фільму з новою назвою From the World of John Wick: Ballerina («Зі світу Джона Уіка: Балерина»).

## Вихід
Спочатку вихід фільму в кінопрокат планувався на 7 червня 2024 року. Однак у лютому 2024 року було оголошено нову дату виходу — 6 червня 2025 року. Перенесення релізу на рік було пов'язане з необхідністю дозйомки додаткових екшн-сцен.

## Потенційний сіквел
У березні 2023 року продюсер Еріка Лі заявила, що студія планує зняти сіквел, в якому Ана де Армас знову виконає свою роль.